# Robert Jensen (hockeyspiller)
|  | For andre personer med navnet, se Robert Jensen (flertydig). |
Johannes Robert Jensen (født 2. februar 1916 i Kalundborg, død 2. august 1984 i Hvidovre) var en dansk hockeyspiller, der deltog på det danske landshold ved OL 1936 i Berlin samt 1948 i London. Robert Jensen spillede for Kalundborg Hockeyklub og opnåede i alt 31 landskampe i perioden 1935-1958.
Ved OL i 1936 blev Danmark delt nummer syv blandt de elleve deltagende hold efter nederlag i indledende runde til Tyskland og uafgjort mod Afghanistan samt i nederlag i to placeringskampe mod henholdsvis Schweiz og Japan.
I 1948 blev Danmark nummer 13 og sidst efter tre nederlag og et uafgjort resultat i den indledende pulje; dermed var Danmark elimineret fra turneringen.